# Alumni AC
Az Alumni AC egy megszűnt argentin labdarúgócsapat volt Buenos Aires városában. A egyesületet 1898. október 1-jén alapították, ámbár a csapat akkor jött létre amikor 1893-ban a Buenos Aires English High School diákjai megkérték Alexander Watson Huttont (az argentin labdarúgó-szövetség alapítója, az argentin labdarúgás 'atyjának' tekintik), hogy hozzon létre egy labdarúgó-bajnokságot, amelyben a diákok is egy csapatként részt tudnak venni. Még abban az évben létre is jött a bajnokság, ahol végül a 4. helyen zártak. 1913 szűnt meg a klub.
A klub tízszer nyerte meg az első osztályt, 1900 és 1911 között mindössze csak 2 szezon volt, amelyet nem nyertek meg (1904, 1908).

## Sikerek
Primera División
- Bajnok (10): 1900, 1901, 1902, 1903, 1905, 1906, 1907, 1909, 1910, 1911

Copa de Competencia Jockey Club
- Győztes (3): 1907, 1908, 1909

Copa de Honor Municipalidad de Buenos Aires
- Győztes (2): 1905, 1906

Tie-kupa
- Győztes (6): 1901, 1903, 1906, 1907, 1908, 1909
- Döntős (1): 1902

Copa de Honor Cousenier
- Győztes (1): 1906
- Döntős (1): 1905

## Fordítás
Ez a szócikk részben vagy egészben  az   Alumni Athletic Club című angol Wikipédia-szócikk fordításán alapul.  Az eredeti cikk szerkesztőit annak laptörténete sorolja fel. Ez a jelzés csupán a megfogalmazás eredetét és a szerzői jogokat jelzi, nem szolgál a cikkben szereplő információk forrásmegjelöléseként.